# Họ Thương lục
Họ Thương lục (danh pháp khoa học: Phytolaccaceae) là một họ trong thực vật có hoa. Họ này được đa số các nhà phân loại học công nhận, mặc dù với các định nghĩa khác nhau.
Hệ thống APG III năm 2009 (không thay đổi so với hệ thống APG II năm 2003 và hệ thống APG năm 1998), cũng công nhận họ này và đặt nó trong bộ Cẩm chướng (Caryophyllales). Họ này bao gồm khoảng 18 chi với tổng cộng khoảng 65-100 loài, tùy theo hệ thống phân loại. Tuy nhiên, theo định nghĩa mới nhất trong hệ thống APG III năm 2009 thì họ này chỉ chứa 14 chi với 45 loài.

## Phân loại
- Phân họ Phytolaccoideae
  - Anisomeria[cần dẫn nguồn]
  - Ercilla
  - Nowickea
  - Phytolacca (bao gồm cả Pircunia): Thương lục
- Phân họ Rivinioideae
  - Gallesia
  - Hilleria (bao gồm cả Mohlana)
  - Ledenbergia (bao gồm cả Flueckigera)
  - Monococcus
  - Petiveria
  - Rivina
  - Schindleria
  - Seguieria
  - Trichostigma (bao gồm cả Villamillia)
- Phân họ Agdestidoideae
  - Agdestis

### Chuyển họ khác
- Achatocarpus: Nay thuộc họ Achatocarpaceae.
- Barbeuia: Nay thuộc họ Barbeuiaceae.
- Gisekia: Nay thuộc họ Gisekiaceae (cỏ lết).
- Gyrostemon: Nay thuộc họ Gyrostemonaceae (trong bộ Brassicales).
- Lophiocarpus: Nay thuộc họ Lophiocarpaceae (họ mới trong APG III).
- Microtea: Nay thuộc họ Microteaceae (Schäferhoff & Borsch, 2009).
- Stegnosperma: Nay thuộc họ Stegnospermataceae.
- Phaulothamnus: Nay thuộc họ Achatocarpaceae.
- Phân họ Rivinioideae: nay được đặt trong họ Petiveriaceae của chính nó

## Hình ảnh

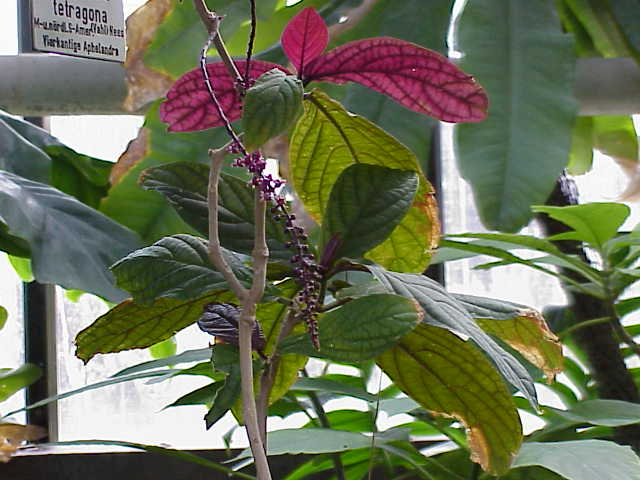
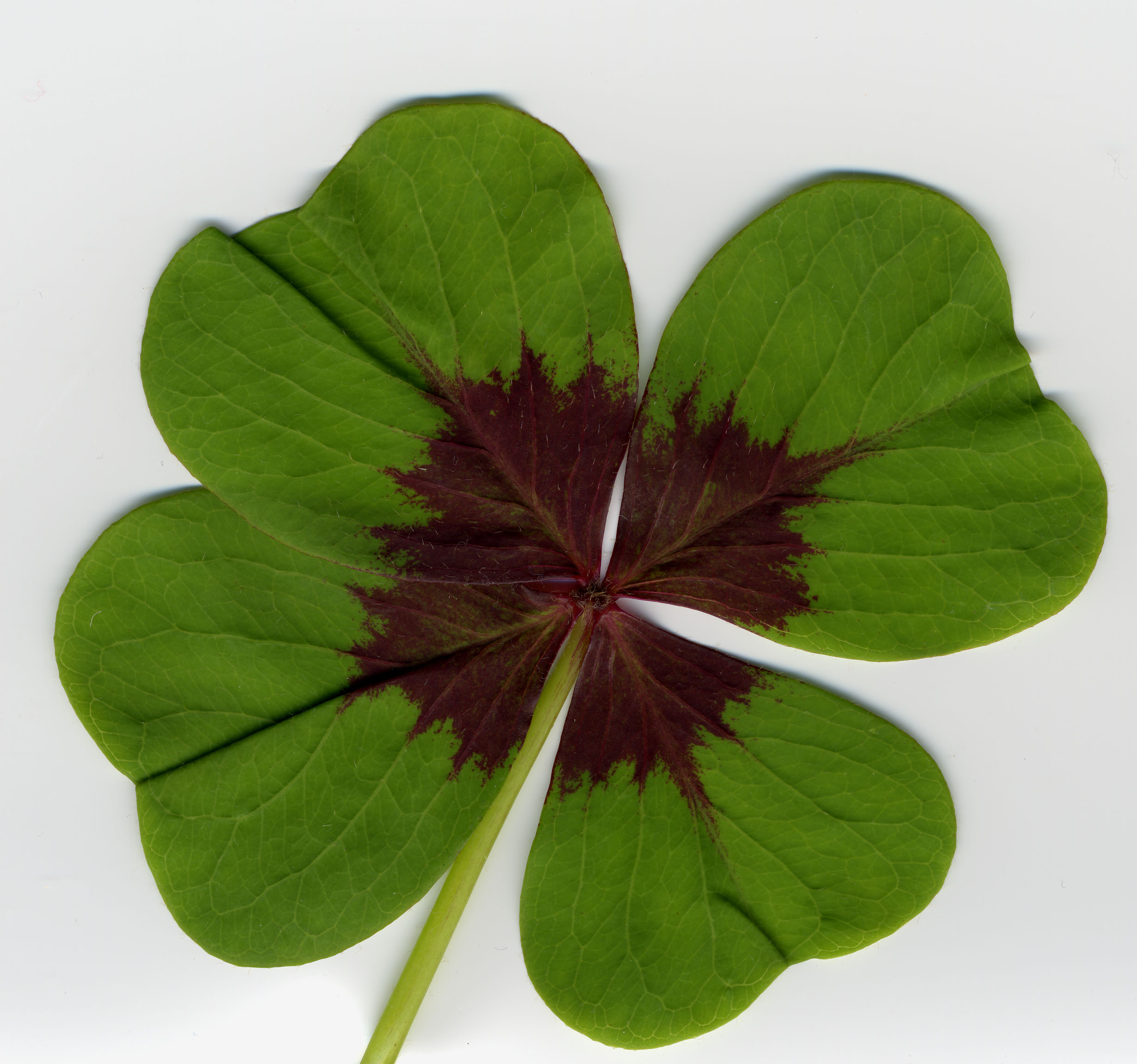
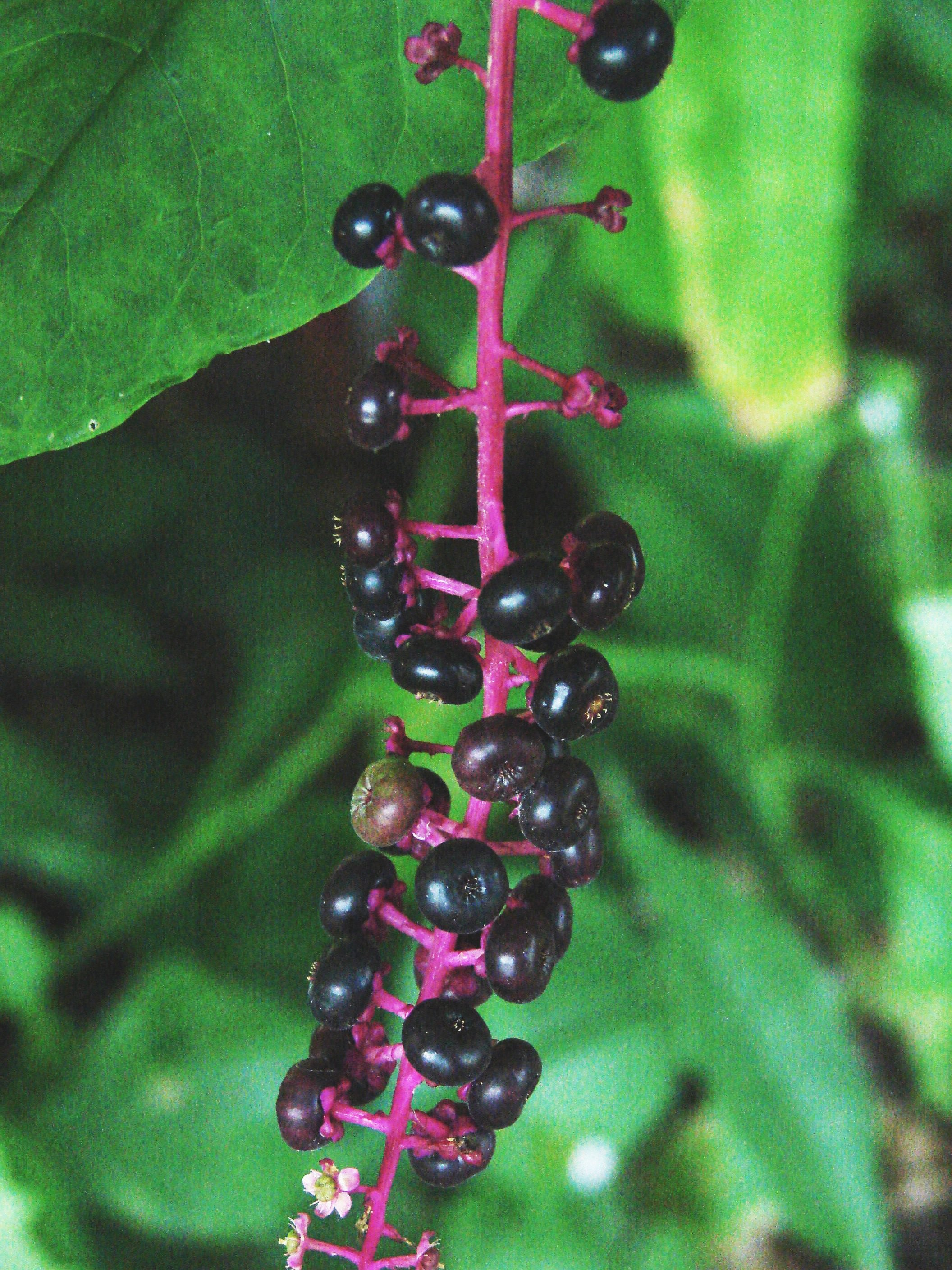
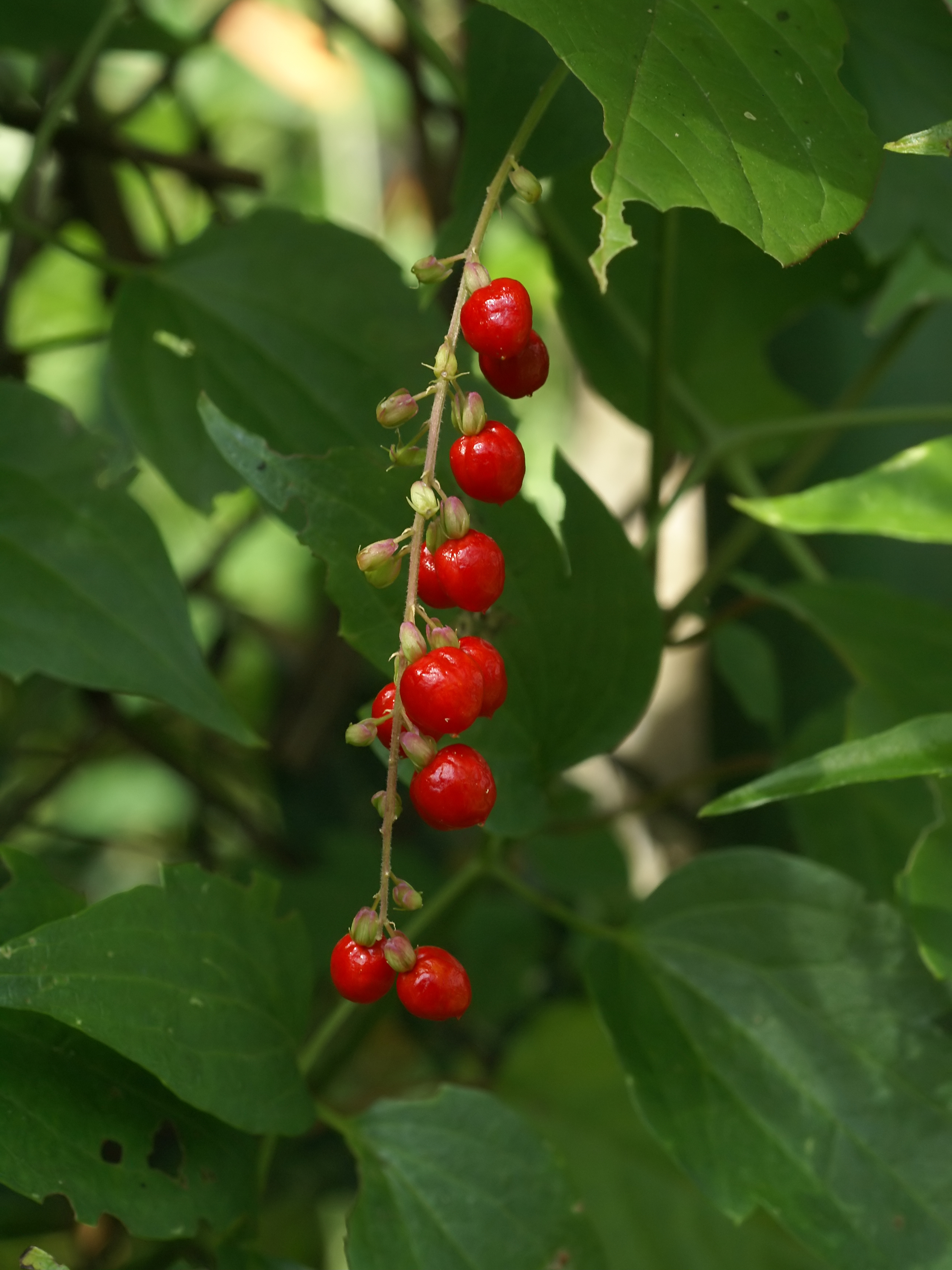